# マリア・リヴォワ＝ベロワ
マリア・アレクセイエヴナ・リヴォワ＝ベロワ（露:  Мария Алексеевна Львова-Белова、1984年10月25日 - ）は、ロシアの政治家。2021年10月、ウラジーミル・プーチン大統領からロシア連邦児童権利委員会委員（子供権利担当大統領全権代表）に任命された。日本メディアではリボワベロワと報じられている。

## 来歴
1984年10月25日にソ連政権下の都市であるペンザで誕生。2002年、アルハンゲルスキー芸術大学を卒業。2003年から2年間、サマラ国立芸術研究アカデミーで学んでいたが、子を育んだため、中退。2011年から2014年からリヴォワ＝ベロワはペンザ州の市民会議所のメンバーとなり、2017年から2019年まで、ロシア連邦市民会議所のメンバーとなった。2019年、リヴォワ＝ベロワは全ロシア人民戦線ベンザ州支部の議長に選出された。
2019年、統一ロシアに入党。11月24日、彼女は統一ロシア総評議会の議長に選出される。2020年9月、ベンザ州知事に再選したイワン・ベロゼルツェフはリヴォワ＝ベロワを連邦院議員として送り出した。2021年10月27日、ロシアのウラジーミル・プーチン大統領は、前子供権利担当大統領全権代表のアンナ・クズネツォワが国家院議員になった1か月後に、リヴォワ＝ベロワが子供権利担当大統領全権代表に任命された。
2022年6月にイギリスから、2022年7月にEUから、2022年9月にアメリカから、2023年1月に日本から経済制裁を受けた。
2022年ロシアのウクライナ侵攻下でウクライナ児童の強制拉致を指令したと西洋諸国から非難されている。同年3月17日、国際刑事裁判所（ICC）が、リヴォワ＝ベロワに対して「ウクライナ占領地から子どもを不法移送した戦争犯罪行為に対する責任があるとし、戦争犯罪だと自認していない」として逮捕状を発行された。

## 人物
2003年から2024年まで、ロシア正教会の司祭であり、元プログラマーだったパヴェル・コーゲルマンと婚姻していた。5人の実子と18人の養子がいるが、養子の1人はウクライナから強制拉致した少年の可能性があると示唆されている。
2024年、彼女は正統派メディアの大物コンスタンチン・マロフェエフと交際関係にあることが報じられる。2024年9月にマロフェエフとモスクワ州で挙式した。